# Soledad Puértolas
Soledad Puértolas Villanueva (née à Saragosse le 3 novembre 1947) est une écrivaine espagnole.

## Biographie
Née à Saragosse, elle déménage à Madrid à l'âge de quatorze ans.
Au début des années 1970, elle part pour la Californie étudier la littérature espagnole et lusophone à l'université de Californie à Santa Barbara grâce à une bourse,.
Elle est nommée membre de l'Académie royale espagnole en 2010. La même année, le magazine Turia lui consacre son 100e numéro.
En septembre 2018, elle est nommée présidente du conseil d'administration de la Bibliothèque nationale d'Espagne en remplacement de Luis Alberto de Cuenca. La nomination est choisie par le ministre de la Culture et des Sports de José Guirao.

## Distinctions
- 1979 : Premio Sésamo de Novela pour El bandido doblemente armado[1]
- 1989 : Prix Planeta pour Queda la noche[4]
- 1993 : Prix Anagrama de l'essai pour La vida oculta[1]
- 2004 : Premio de las Letras Aragonesas[1]
- 2010 : membre de l'Académie royale espagnole[4]
- 2012 : Médaille d'or de la ville de Saragosse[6]
- 2016 : Premio José Antonio Labordeta de Literatura[1]

## Ouvrages traduits en français
- (es) El bandido doblemente armado, Madrid, Legasa, 1980

- (es) Una enfermedad moral, Madrid, Trieste, 1982

- (es) Burdeos, Barcelone, Anagrama, 1986

- (es) Todos mienten, Barcelone, Anagrama, 1988

- (es) Queda la noche, Barcelone, Planeta, 1989

- (es) Una vida inesperada, Barcelone, Anagrama, 1997

- (es) Gente que vino a mi boda, Barcelone, Anagrama, 1998

- (es) A la hora en que cierran los bares, Madrid, Difusión Directa Édera, 1998

- (es) Adiós a las novias, Barcelone, Anagrama, 2000